# رضاآباد (حومه)
رضاآباد روستایی در دهستان حومه بخش مرکزی شهرستان شیروان استان خراسان شمالی ایران است.

## جمعیت
بر پایه سرشماری عمومی نفوس و مسکن در سال ۱۳۹۵ جمعیت این مکان ۴۹۸ نفر (۱۵۴خانوار) بوده‌است.